# Belmont, North Carolina
Belmont är en ort i Gaston County i delstaten North Carolina, USA.